# Agalliopsis longipennis
Agalliopsis longipennis är en insektsart som beskrevs av Paul W. Oman 1934. Agalliopsis longipennis ingår i släktet Agalliopsis och familjen dvärgstritar. Inga underarter finns listade i Catalogue of Life.